# Torneo de Copa 2018-2019
El Torneo de Copa 2018-19 fue la tercera edición de este evento que forma parte del calendario del fútbol en Panamá.
Es un torneo por eliminación directa que se disputa cada temporada entre los clubes de la Liga Panameña de Fútbol; los clubes de la Liga Nacional de Ascenso y los campeones y subcampeones de las Ligas Provinciales. 
Con este Torneo de Copa, la Federación Panameña de Fútbol busca llevar el fútbol nacional a todos los rincones del país y promover la competencia entre equipos de todos los niveles para poder realizar un análisis cualitativo de cuál es el verdadero nivel del fútbol panameño, además de ofrecer la oportunidad de disfrutar en primera persona de los equipos de fútbol más grandes del país a los aficionados de las provincias que habitualmente no tienen la oportunidad de hacerlo.

## Equipos participantes
Participarán en el Torneo de Copa 2018-19 un total de 44 clubes: 10 clubes de la Liga Panameña de Fútbol, 10 clubes de Liga Nacional de Ascenso así como los equipos campeones y subcampeones de las Ligas Provinciales, 24 en total.

### Clubes de la Liga Panameña de Fútbol
| Nombre                 | Sede             | Año de Fundación | Estadio                         | Capacidad |
| ---------------------- | ---------------- | ---------------- | ------------------------------- | --------- |
| CD Plaza Amador        | Ciudad de Panamá | 1955             | Estadio Maracaná de Panamá      | 5 500     |
| Alianza FC             | Ciudad de Panamá | 1963             | Luis Ernesto Tapia              | 900       |
| San Francisco FC       | La Chorrera      | 1971             | Estadio Agustín Muquita Sánchez | 3 000     |
| CD Universitario       | Penonomé         | 1974             | Estadio Maracaná de Panamá      | 5 500     |
| CAI La Chorrera        | La Chorrera      | 1982             | Estadio Agustín Muquita Sánchez | 3 000     |
| Tauro FC               | Ciudad de Panamá | 1984             | Estadio Rommel Fernández        | 32 000    |
| Sporting San Miguelito | San Miguelito    | 1989             | Luis Ernesto Tapia              | 900       |
| Deportivo Árabe Unido  | Ciudad de Colón  | 1994             | Estadio Armando Dely Valdés     | 1 221     |
| Costa del Este FC      | Panamá           | 2008             | Luis Ernesto Tapia              | 1 000     |
| Santa Gema FC          | Arraiján         | 1986             | Estadio Agustín Muquita Sánchez | 3 000     |

### Clubes de la Liga Nacional de Ascenso (LNA)
| Nombre                 | Sede                 | Año de Fundación | Estadio                         | Capacidad |
| ---------------------- | -------------------- | ---------------- | ------------------------------- | --------- |
| Leones de América FC   | San Miguelito        | 2005             | Estadio Maracaná de Panamá      | 5 500     |
| Colón C-3              | Colón                | 2010             | Estadio Armando Dely Valdés     | 1 221     |
| Atlético Chiriqui      | David                | 2002             | Estadio San Cristóbal           | 2 500     |
| Río Abajo FC           | Panamá               | 1987             | Luis Ernesto Tapia              | 1 000     |
| Azuero FC              | Península de Azuero  | 2016             | Estadio Los Milagros            | 1 000     |
| SD Panamá Oeste        | Arraiján             | 2011             | Estadio Agustín Muquita Sánchez | 3 500     |
| CD Centenario          | Colón                | 2011             | Estadio Armando Dely Valdés     | 1 121     |
| SD Atlético Veragüense | Santiago de Veraguas | 1996             | Estadio Aristocles Castillo     | 1 000     |
| SD Atlético Nacional   | Ciudad de Panamá     | 1995             | Estadio Maracaná de Panamá      | 5 000     |
| San Martín FC          | Ciudad de Panamá     | 2010             | Luis Ernesto Tapia              | 1 000     |

### Equipos Campeones y Subcampeones de las Ligas Provinciales
| Nombre                         | Liga Provincial                    | Sede                   | Estadio                              | Capacidad |
| ------------------------------ | ---------------------------------- | ---------------------- | ------------------------------------ | --------- |
| Five Stars FC                  | Bocas del Toro                     | Changuinola            | Estadio de Guabito                   | ?         |
| Atlético Isla Colón            | Bocas del Toro                     | Isla Colón             | Estadio Las Mercedes                 | ?         |
| La Barriada FC                 | Coclé                              | Penonomé               | Estadio Miraflores                   | ?         |
| Élite FC                       | Coclé                              | Antón                  | Estadio Miraflores                   | 1.000     |
| La Feria FC                    | Colón                              | Colón                  | Estadio Armando Dely Valdés          | 1.121     |
| Paraíso FC                     | Colón                              | Colón                  | Estadio Armando Dely Valdés          | 1.121     |
| Bryan FC                       | Chiriquí                           | David                  | Estadio de Bugaba                    | 900       |
| Da-God FC                      | Chiriquí                           | David                  | Estadio de Bugaba                    | 900       |
| Malca FC                       | Chiriquí Occidente                 | Puerto Armuelles       | Estadio Glorias Deportivas Baruenses | ?         |
| Blanco Indígena FC             | Chiriquí Occidente                 | Zona Bananera          | Estadio Glorias Deportivas Baruenses | ?         |
| Deportivo Independiente Darién | Darién                             | Metetí                 | Cancha de Metetí                     | ?         |
| Deportivo Darién               | Darién                             | Metetí                 | Cancha de Metetí                     | ?         |
| Sporting París                 | Herrera                            | Parita                 | Estadio Los Milagros                 | 1.000     |
| Sport Boys FC                  | Herrera                            | Pesé                   | Estadio Los Milagros                 | 1.000     |
| Alianza FC (Doña Juana)        | Los Santos                         | La Villa de Los Santos | Estadio Omedo Solé                   | ?         |
| Santo Domingo FC               | Los Santos                         | Las Tablas             | Estadio Omedo Solé                   | ?         |
| Las Margaritas FC              | Panamá Este                        | Chepo                  | Luis Ernesto Tapia                   | 900       |
| Arsenal FC                     | Panamá Este                        | Pueblo Nuevo           | Luis Ernesto Tapia                   | 900       |
| Promesa de Dios                | Panamá Oeste                       | Puerto Caimito         | Estadio Agustín Muquita Sánchez      | 3.000     |
| Rocinha FC                     | Panamá Oeste                       | La Chorrera            | Estadio Agustín Muquita Sánchez      | 3.000     |
| Santiago Apóstol               | Veraguas                           | Santiago               | Estadio Los Milagros de Chitré       | 1.000     |
| Algarrobos FC                  | Veraguas                           | Los Algarrobos         | Estadio Los Milagros de Chitré       | 1.000     |
| Parque Norte FC                | Liga Distritorial de San Miguelito | San Miguelito          | Luis Ernesto Tapia                   | 900       |
| Montpellier FC                 | Liga Distritorial de San Miguelito | San Miguelito          | Luis Ernesto Tapia                   | 900       |

### Rumbo a la Final
Para determinar el formato de eliminación directa, los partidos en las instancias de fase regular, dieciseisavos de final y octavos de final se jugarán a un solo partido. La localía la ejercerán los clubes de la LNA y los equipos de las Ligas Provinciales.

## Fase Regular
9 de octubre de 2018
| Partido No. | Hora    | Equipo local     | Resultado | Equipo visitante | Estadio (Ciudad)                        |
| ----------- | ------- | ---------------- | --------- | ---------------- | --------------------------------------- |
| 9           | 7:00 pm | Rocinha FC       | 1:2       | San Francisco FC | Agustín 'Muquita' Sánchez (La Chorrera) |
| 10          | 9:00 pm | Montpellier FC   | 2:3       | CD Plaza Amador  | Luis E. 'Cascarita' Tapia (Panamá)      |
| 2           | 9:00 pm | Santo Domingo FC | 0:6       | Tauro FC         | Olmedo Solé (Las Tablas)                |

10 de octubre de 2018
| Partido No. | Hora    | Equipo local        | Resultado | Equipo visitante  | Estadio (Ciudad)      |
| ----------- | ------- | ------------------- | --------- | ----------------- | --------------------- |
| 14          | 7:00 pm | Atlético Isla Colón | 2:1       | Atlético Chiriquí | Guaito (Changuinola)  |
| 5           | 7:00 pm | Sport Boys FC       | 2:6       | Alianza FC        | Los Milagros (Chitré) |

11 de octubre de 2018
| Partido No. | Hora    | Equipo local     | Resultado | Equipo visitante       | Estadio (Ciudad)      |
| ----------- | ------- | ---------------- | --------- | ---------------------- | --------------------- |
| 3           | 7:00 pm | Blanco Indígena  | 0:0 (3:5) | Leones de América      | Bugaba (Bugaba)       |
| 15          | 7:00 pm | Élite FC         | 3:3 (4:3) | SD Atlético Veragüense | Miraflores (Penonomé) |
| 16          | 8:30 pm | Paraíso FC       | 0:3       | Colón C3               | Armando Dely (Colón)  |
| 6           | 8:30 pm | Santiago Apóstol | 1:4       | SD Panamá Oeste        | Los Milagros (Chitré) |

15 de octubre de 2018
| Partido No. | Hora    | Equipo local | Resultado | Equipo visitante | Estadio (Ciudad)                  |
| ----------- | ------- | ------------ | --------- | ---------------- | --------------------------------- |
| 7           | 7:00 pm | Arsenal FC   | 2:0       | Parque Norte FC  | Luis E. 'Cascarita' Tapia(Panamá) |

16 de octubre de 2018
| Partido No. | Hora    | Equipo local | Resultado | Equipo visitante  | Estadio (Ciudad)            |
| ----------- | ------- | ------------ | --------- | ----------------- | --------------------------- |
| 4           | 7:00 pm | La Feria FC  | 2:0       | Las Margaritas FC | Armando Dely Valdés (Colón) |

23 de octubre de 2018
| Partido No. | Hora    | Equipo local    | Resultado | Equipo visitante     | Estadio (Ciudad)                        |
| ----------- | ------- | --------------- | --------- | -------------------- | --------------------------------------- |
| 11          | 7:00 pm | Promesa de Dios | 0:1       | SD Atlético Nacional | Agustín 'Muquita' Sánchez (La Chorrera) |

## Dieciseisavos de final
22 de octubre de 2018
| Partido No. | Hora    | Equipo local | Resultado | Equipo visitante | Estadio (Ciudad)          |
| ----------- | ------- | ------------ | --------- | ---------------- | ------------------------- |
| 23          | 7:00 pm | Arsenal FC   | 1:1(4-1)  | Bryan FC         | Luis E. 'Cascarita' Tapia |

23 de octubre de 2018
| Partido No. | Hora    | Equipo local            | Resultado | Equipo visitante       | Estadio (Ciudad)            |
| ----------- | ------- | ----------------------- | --------- | ---------------------- | --------------------------- |
| 17          | 8:00 pm | Da God FC               | 0:0(4-3)  | Sporting París         | Bugaba (Bugaba)             |
| 18          | 8:00 pm | Tauro FC                | 1:1(2-3)  | Sporting San Miguelito | Rommel Fernández (Panamá)   |
| 21          | 7:00 pm | Alianza FC (Doña Juana) | 0:2       | Alianza FC             | Olmedo Solé (Las Tablas)    |
| 19          | 7:00 pm | Leones de América       | 1:2       | Deportivo Árabe Unido  | Luis E. 'Cascarita' Tapia   |
| 24          | 7:00 pm | CD Centenario           | 2:3       | CAI La Chorrera        | Armando Dely Valdés (Colón) |

24 de octubre de 2018
| Partido No. | Hora    | Equipo local  | Resultado | Equipo visitante | Estadio (Ciudad)      |
| ----------- | ------- | ------------- | --------- | ---------------- | --------------------- |
| 20          | 7:00 pm | Malca FC      | 0:3       | La Feria FC      | Bugaba (Bugaba)       |
| 25          | 9:00 pm | Algarrobos FC | 0:3       | San Francisco FC | Los Milagros (Chitré) |
| 32          | 7:00 pm | Barriada FC   | 1:1 (2-3) | Colón C3         | Miraflores (Peonomé)  |

30 de octubre de 2018
| Partido No. | Hora    | Equipo local        | Resultado | Equipo visitante | Estadio (Ciudad)          |
| ----------- | ------- | ------------------- | --------- | ---------------- | ------------------------- |
| 22          | 7:00 pm | SD Panamá Oeste     | 0:0 (4-2) | San Martín FC    | Agustín 'Muquita' Sánchez |
| 29          | 7:00 pm | CD Universitario    | 3:0       | Santa Gema FC    | Miraflores (Penonomé)     |
| 30          | 7:00 pm | Atlético Isla Colón | 1:1 (8-7) | Azuero FC        | Guabito (Changuinola)     |

31 de octubre de 2018
| Partido No. | Hora    | Equipo local              | Resultado | Equipo visitante     | Estadio (Ciudad)  |
| ----------- | ------- | ------------------------- | --------- | -------------------- | ----------------- |
| 28          | 5:00 pm | Deportivo Darién          | 2:4       | Río Abajo FC         | Metetí (Metetí)   |
| 31          | 7:00 pm | Dep. Independiente Darién | 1:5       | Élite FC             | Metetí (Metetí)   |
| 27          | 7:00 pm | Five Stars FC             | 1:2       | SD Atlético Nacional | Guabito (Guabito) |

6 de noviembre de 2018
| Partido No. | Hora    | Equipo local    | Resultado | Equipo visitante  | Estadio (Ciudad)  |
| ----------- | ------- | --------------- | --------- | ----------------- | ----------------- |
| 26          | 7:00 pm | CD Plaza Amador | 0:0 (3-5) | Costa del Este FC | Maracaná (Panamá) |

## Octavos de final
Los partidos de octavos de final se jugarán a un único partido durante los meses de febrero y marzo.
19 de febrero de 2019
| Partido No. | Hora      | Equipo local | Resultado | Equipo visitante       | Estadio (Ciudad)            |
| ----------- | --------- | ------------ | --------- | ---------------------- | --------------------------- |
| 33          | 8:00 p.m. | Da God FC    | 0:5       | Sporting San Miguelito | Bugaba (Bugaba)             |
| 34          | 8:00 p.m. | La Feria FC  | 2:2 (2:4) | Deportivo Árabe Unido  | Armando Dely Váldes (Colón) |

20 de febrero de 2019
| Partido No. | Hora      | Equipo local        | Resultado | Equipo visitante | Estadio (Ciudad)                        |
| ----------- | --------- | ------------------- | --------- | ---------------- | --------------------------------------- |
| 39          | 7:00 p.m. | Atlético Isla Colón | 0:6       | CD Universitario | Guabito (Guabito)                       |
| 40          | 7:00 p.m. | Élite FC            | 1:1 (2-4) | Colón C-3        | Miraflores (Penonomé)                   |
| 35          | 8:00 p.m. | SD Panamá Oeste     | 0:0 (5-4) | Alianza FC       | Agustín 'Muquita' Sánchez (La Chorrera) |

6 de marzo de 2019
| Partido No. | Hora      | Equipo local         | Resultado | Equipo visitante  | Estadio (Ciudad)            |
| ----------- | --------- | -------------------- | --------- | ----------------- | --------------------------- |
| 37          | 7:00 p.m. | San Francisco FC     | 0:2       | Costa del Este FC | Maracaná (Ciudad de Panamá) |
| 38          | -         | SD Atlético Nacional | 3:0*      | Rio Abajo FC      | -                           |

- Nota:(*) Se decretó el resultado de 3:0 a favor de Atlético Nacional por inasistencia del equipo de Rio Abajo FC.

3 de abril de 2019
| Partido No. | Hora      | Equipo local | Resultado | Equipo visitante | Estadio (Ciudad)     |
| ----------- | --------- | ------------ | --------- | ---------------- | -------------------- |
| 36          | 8:00 p.m. | Arsenal FC   | 1:3       | CAI La Chorrera  | Javier Cruz (Panamá) |

## Cuartos de final
Los Partidos de cuartos de final se jugarán a un único partido.
23 de abril de 2019
| Partido No. | Hora      | Equipo local          | Resultado | Equipo visitante       | Estadio (Ciudad)                        |
| ----------- | --------- | --------------------- | --------- | ---------------------- | --------------------------------------- |
| 41          | 8:00 p.m. | Deportivo Árabe Unido | 0:1       | Sporting San Miguelito | Armando Dely Valdés (Colón)             |
| 42          | 8:00 p.m. | SD Panamá Oeste       | 0:6       | CAI La Chorrera        | Agustín "Muquita" Sánchez (La Chorrera) |
| 43          | 8:00 p.m. | SD Atlético Nacional  | 1:1 (2-3) | Costa del Este FC      | Maracaná (Ciudad de Panamá)             |

24 de abril de 2019
| Partido No. | Hora      | Equipo local | Resultado | Equipo visitante | Estadio (Ciudad)            |
| ----------- | --------- | ------------ | --------- | ---------------- | --------------------------- |
| 43          | 8:00 p.m. | Colón C3     | 0:2       | CD Universitario | Armando Dely Valdés (Colón) |

## Semifinales
Las semifinales se jugarán a un único partido.
7 de mayo de 2019
| Partido No. | Hora      | Equipo local      | Resultado | Equipo visitante       | Estadio (Ciudad)                    |
| ----------- | --------- | ----------------- | --------- | ---------------------- | ----------------------------------- |
| 45          | 8:00 p.m. | Costa kel Este FC | 1:0       | Sporting San Miguelito | Maracaná (Ciudad de Panamá)         |
| 46          | 3:30 p.m. | CD Universitario  | 0:0 (5-3) | CAI La Chorrera        | Virgilio Tejeira Andrión (Penonomé) |

## Final
La final se jugará a un único partido.
22 de mayo de 2019
| Partido No. | Hora      | Equipo local      | Resultado | Equipo visitante | Estadio (Ciudad)            |
| ----------- | --------- | ----------------- | --------- | ---------------- | --------------------------- |
| 47          | 8:00 p.m. | Costa del Este FC | 1:1 (4:3) | CD Universitario | Maracaná (Ciudad de Panamá) |

## Fase final
|  | Octavos de final                              | Octavos de final                              |                        |       | Cuartos de final       | Cuartos de final       |  |  | Semifinales       | Semifinales       |  |  | Final              | Final              |
|  | 19-20 febrero 6 de marzo y 3 de abril de 2019 | 19-20 febrero 6 de marzo y 3 de abril de 2019 |                        |       | 23-24 de abril de 2019 | 23-24 de abril de 2019 |  |  | 7 de mayo de 2019 | 7 de mayo de 2019 |  |  | 22 de mayo de 2019 | 22 de mayo de 2019 |
|  |                                               |                                               |                        |       |                        |                        |  |  |                   |                   |  |  |                    |                    |
|  |                                               |                                               |                        |       |                        |                        |  |  |                   |                   |  |  |                    |                    |
|  |                                               |                                               |                        |       |                        |                        |  |  |                   |                   |  |  |                    |                    |
|  | La Feria FC                                   | 2 (2)                                         |                        |       |                        |                        |  |  |                   |                   |  |  |                    |                    |
|  | La Feria FC                                   | 2 (2)                                         |                        |       |                        |                        |  |  |                   |                   |  |  |                    |                    |
|  | Deportivo Árabe Unido                         | 2 (4)                                         |                        |       |                        |                        |  |  |                   |                   |  |  |                    |                    |
|  | Deportivo Árabe Unido                         | 2 (4)                                         | Deportivo Árabe Unido  | 0     |                        |                        |  |  |                   |                   |  |  |                    |                    |
|  |                                               |                                               |                        | 0     |                        |                        |  |  |                   |                   |  |  |                    |                    |
|  |                                               | Sporting San Miguelito                        | 1                      |       |                        |                        |  |  |                   |                   |  |  |                    |                    |
|  | Da God FC                                     | Sporting San Miguelito                        | 1                      | 0     |                        |                        |  |  |                   |                   |  |  |                    |                    |
|  | Da God FC                                     |                                               |                        | 0     |                        |                        |  |  |                   |                   |  |  |                    |                    |
|  | Sporting San Miguelito                        | 5                                             |                        |       |                        |                        |  |  |                   |                   |  |  |                    |                    |
|  | Sporting San Miguelito                        | 5                                             | Sporting San Miguelito | 0     |                        |                        |  |  |                   |                   |  |  |                    |                    |
|  |                                               |                                               |                        | 0     |                        |                        |  |  |                   |                   |  |  |                    |                    |
|  |                                               | Costa del Este FC                             | 1                      |       |                        |                        |  |  |                   |                   |  |  |                    |                    |
|  | SD Atlético Nacional                          | Costa del Este FC                             | 1                      | 3     |                        |                        |  |  |                   |                   |  |  |                    |                    |
|  | SD Atlético Nacional                          |                                               |                        | 3     |                        |                        |  |  |                   |                   |  |  |                    |                    |
|  | Río Abajo FC                                  | 0                                             |                        |       |                        |                        |  |  |                   |                   |  |  |                    |                    |
|  | Río Abajo FC                                  | 0                                             | SD Atlético Nacional   | 1 (2) |                        |                        |  |  |                   |                   |  |  |                    |                    |
|  |                                               |                                               |                        | 1 (2) |                        |                        |  |  |                   |                   |  |  |                    |                    |
|  |                                               | Costa del Este FC                             | 1 (3)                  |       |                        |                        |  |  |                   |                   |  |  |                    |                    |
|  | San Francisco FC                              | Costa del Este FC                             | 1 (3)                  | 0     |                        |                        |  |  |                   |                   |  |  |                    |                    |
|  | San Francisco FC                              |                                               |                        | 0     |                        |                        |  |  |                   |                   |  |  |                    |                    |
|  | Costa del Este FC                             | 2                                             |                        |       |                        |                        |  |  |                   |                   |  |  |                    |                    |
|  | Costa del Este FC                             | 2                                             | Costa del Este FC      | 1 (4) |                        |                        |  |  |                   |                   |  |  |                    |                    |
|  |                                               |                                               |                        | 1 (4) |                        |                        |  |  |                   |                   |  |  |                    |                    |
|  |                                               | CD Universitario                              | 1 (3)                  |       |                        |                        |  |  |                   |                   |  |  |                    |                    |
|  | SD Panamá Oeste                               | CD Universitario                              | 1 (3)                  | 0 (5) |                        |                        |  |  |                   |                   |  |  |                    |                    |
|  | SD Panamá Oeste                               |                                               |                        | 0 (5) |                        |                        |  |  |                   |                   |  |  |                    |                    |
|  | Alianza FC                                    | 0 (4)                                         |                        |       |                        |                        |  |  |                   |                   |  |  |                    |                    |
|  | Alianza FC                                    | 0 (4)                                         | SD Panamá Oeste        | 0     |                        |                        |  |  |                   |                   |  |  |                    |                    |
|  |                                               |                                               |                        | 0     |                        |                        |  |  |                   |                   |  |  |                    |                    |
|  |                                               | CAI La Chorrera                               | 6                      |       |                        |                        |  |  |                   |                   |  |  |                    |                    |
|  | Arsenal FC                                    | CAI La Chorrera                               | 6                      | 1     |                        |                        |  |  |                   |                   |  |  |                    |                    |
|  | Arsenal FC                                    |                                               |                        | 1     |                        |                        |  |  |                   |                   |  |  |                    |                    |
|  | CAI La Chorrera                               | 3                                             |                        |       |                        |                        |  |  |                   |                   |  |  |                    |                    |
|  | CAI La Chorrera                               | 3                                             | CAI La Chorrera        | 0 (3) |                        |                        |  |  |                   |                   |  |  |                    |                    |
|  |                                               |                                               |                        | 0 (3) |                        |                        |  |  |                   |                   |  |  |                    |                    |
|  |                                               | CD Universitario                              | 0 (5)                  |       |                        |                        |  |  |                   |                   |  |  |                    |                    |
|  | Élite FC                                      | CD Universitario                              | 0 (5)                  | 1 (2) |                        |                        |  |  |                   |                   |  |  |                    |                    |
|  | Élite FC                                      |                                               |                        | 1 (2) |                        |                        |  |  |                   |                   |  |  |                    |                    |
|  | Colón C-3                                     | 1 (4)                                         |                        |       |                        |                        |  |  |                   |                   |  |  |                    |                    |
|  | Colón C-3                                     | 1 (4)                                         | Colón C-3              | 0     |                        |                        |  |  |                   |                   |  |  |                    |                    |
|  |                                               |                                               |                        | 0     |                        |                        |  |  |                   |                   |  |  |                    |                    |
|  |                                               | CD Universitario                              | 2                      |       |                        |                        |  |  |                   |                   |  |  |                    |                    |
|  | Atlético Isla Colón                           | CD Universitario                              | 2                      | 0     |                        |                        |  |  |                   |                   |  |  |                    |                    |
|  | Atlético Isla Colón                           |                                               |                        | 0     |                        |                        |  |  |                   |                   |  |  |                    |                    |
|  | CD Universitario                              | 6                                             |                        |       |                        |                        |  |  |                   |                   |  |  |                    |                    |
|  | CD Universitario                              | 6                                             |                        |       |                        |                        |  |  |                   |                   |  |  |                    |                    |

## Final

### Ficha de la Final
| 90    | POR   | Adnihell Ariano  |     |
| 34    | DEF   | Roberto Meneses  |     |
| 3     | DEF   | Amir Soto        |     |
| 5     | DEF   | Jeisson Palacios |     |
| 23    | DEF   | Jesús Araya      |     |
| 36    | MED   | Jonathan Ceceña  |     |
| 15    | MED   | Andrés Peñalba   |     |
| 32    | MED   | Jean Montenegro  |     |
| 18    | MED   | Omar Hinestroza  | 80' |
| 10    | DEL   | Ronaldo Dinolis  | 86' |
| 9     | DEL   | Sergio Moreno    |     |
| D. T. | D. T. | Donaldo González |     |

| 30    | POR   | Eliécer Powell        |     |
| 4     | DEF   | Óscar Linton          |     |
| 17    | DEF   | Tassio Nascimiento    | 68' |
| 23    | DEF   | Eric Vásquez          |     |
| 6     | DEF   | Carlos Rodríguez      |     |
| 11    | MED   | César Yanis           |     |
| 7     | MED   | Yair Jaén             |     |
| 5     | MED   | Francisco Bethancourt |     |
| 91    | DEL   | Adonis Villanueva     | 75' |
| 37    | DEL   | Luís Zúñiga           |     |
| 10    | DEL   | Alcides de Los Rios   |     |
| D. T. | D. T. | Gustavo Ávila         |     |

| 37 | Centrocampista | Alfonso Machado | 80' |
| 52 | Centrocampista | Kevin Calderón  | 86' |

| 99 | Delantero | Newton Williams | 68' |
| 29 | Delantero | Boris Alfaro    | 75' |
| 14 | Delantero | XX              | 89' |

| 6' · | Omar Hinestroza | 1:1 |

| 2' · | Óscar Linton | 0:1 |

| · 83' | Amir Soto Jesús Araya |

| Expulsado | Bandera de ? |

| Principal  | Fernando Morón   |
| Asistentes | Gabriel Victoria |
|            | X                |
| Cuarto     | X                |

| 90    | POR   | Adnihell Ariano  |     |
| 34    | DEF   | Roberto Meneses  |     |
| 3     | DEF   | Amir Soto        |     |
| 5     | DEF   | Jeisson Palacios |     |
| 23    | DEF   | Jesús Araya      |     |
| 36    | MED   | Jonathan Ceceña  |     |
| 15    | MED   | Andrés Peñalba   |     |
| 32    | MED   | Jean Montenegro  |     |
| 18    | MED   | Omar Hinestroza  | 80' |
| 10    | DEL   | Ronaldo Dinolis  | 86' |
| 9     | DEL   | Sergio Moreno    |     |
| D. T. | D. T. | Donaldo González |     |

| 30    | POR   | Eliécer Powell        |     |
| 4     | DEF   | Óscar Linton          |     |
| 17    | DEF   | Tassio Nascimiento    | 68' |
| 23    | DEF   | Eric Vásquez          |     |
| 6     | DEF   | Carlos Rodríguez      |     |
| 11    | MED   | César Yanis           |     |
| 7     | MED   | Yair Jaén             |     |
| 5     | MED   | Francisco Bethancourt |     |
| 91    | DEL   | Adonis Villanueva     | 75' |
| 37    | DEL   | Luís Zúñiga           |     |
| 10    | DEL   | Alcides de Los Rios   |     |
| D. T. | D. T. | Gustavo Ávila         |     |

| 37 | Centrocampista | Alfonso Machado | 80' |
| 52 | Centrocampista | Kevin Calderón  | 86' |

| 99 | Delantero | Newton Williams | 68' |
| 29 | Delantero | Boris Alfaro    | 75' |
| 14 | Delantero | XX              | 89' |

| 6' · | Omar Hinestroza | 1:1 |

| 2' · | Óscar Linton | 0:1 |

| · 83' | Amir Soto Jesús Araya |

| Expulsado | Bandera de ? |

| Principal  | Fernando Morón   |
| Asistentes | Gabriel Victoria |
|            | X                |
| Cuarto     | X                |

| 90    | POR   | Adnihell Ariano  |     |
| 34    | DEF   | Roberto Meneses  |     |
| 3     | DEF   | Amir Soto        |     |
| 5     | DEF   | Jeisson Palacios |     |
| 23    | DEF   | Jesús Araya      |     |
| 36    | MED   | Jonathan Ceceña  |     |
| 15    | MED   | Andrés Peñalba   |     |
| 32    | MED   | Jean Montenegro  |     |
| 18    | MED   | Omar Hinestroza  | 80' |
| 10    | DEL   | Ronaldo Dinolis  | 86' |
| 9     | DEL   | Sergio Moreno    |     |
| D. T. | D. T. | Donaldo González |     |

| 30    | POR   | Eliécer Powell        |     |
| 4     | DEF   | Óscar Linton          |     |
| 17    | DEF   | Tassio Nascimiento    | 68' |
| 23    | DEF   | Eric Vásquez          |     |
| 6     | DEF   | Carlos Rodríguez      |     |
| 11    | MED   | César Yanis           |     |
| 7     | MED   | Yair Jaén             |     |
| 5     | MED   | Francisco Bethancourt |     |
| 91    | DEL   | Adonis Villanueva     | 75' |
| 37    | DEL   | Luís Zúñiga           |     |
| 10    | DEL   | Alcides de Los Rios   |     |
| D. T. | D. T. | Gustavo Ávila         |     |

| 37 | Centrocampista | Alfonso Machado | 80' |
| 52 | Centrocampista | Kevin Calderón  | 86' |

| 99 | Delantero | Newton Williams | 68' |
| 29 | Delantero | Boris Alfaro    | 75' |
| 14 | Delantero | XX              | 89' |

| 6' · | Omar Hinestroza | 1:1 |

| 2' · | Óscar Linton | 0:1 |

| · 83' | Amir Soto Jesús Araya |

| Expulsado | Bandera de ? |

| Principal  | Fernando Morón   |
| Asistentes | Gabriel Victoria |
|            | X                |
| Cuarto     | X                |

| 90    | POR   | Adnihell Ariano  |     |
| 34    | DEF   | Roberto Meneses  |     |
| 3     | DEF   | Amir Soto        |     |
| 5     | DEF   | Jeisson Palacios |     |
| 23    | DEF   | Jesús Araya      |     |
| 36    | MED   | Jonathan Ceceña  |     |
| 15    | MED   | Andrés Peñalba   |     |
| 32    | MED   | Jean Montenegro  |     |
| 18    | MED   | Omar Hinestroza  | 80' |
| 10    | DEL   | Ronaldo Dinolis  | 86' |
| 9     | DEL   | Sergio Moreno    |     |
| D. T. | D. T. | Donaldo González |     |

| 30    | POR   | Eliécer Powell        |     |
| 4     | DEF   | Óscar Linton          |     |
| 17    | DEF   | Tassio Nascimiento    | 68' |
| 23    | DEF   | Eric Vásquez          |     |
| 6     | DEF   | Carlos Rodríguez      |     |
| 11    | MED   | César Yanis           |     |
| 7     | MED   | Yair Jaén             |     |
| 5     | MED   | Francisco Bethancourt |     |
| 91    | DEL   | Adonis Villanueva     | 75' |
| 37    | DEL   | Luís Zúñiga           |     |
| 10    | DEL   | Alcides de Los Rios   |     |
| D. T. | D. T. | Gustavo Ávila         |     |

| 37 | Centrocampista | Alfonso Machado | 80' |
| 52 | Centrocampista | Kevin Calderón  | 86' |

| 99 | Delantero | Newton Williams | 68' |
| 29 | Delantero | Boris Alfaro    | 75' |
| 14 | Delantero | XX              | 89' |

| 6' · | Omar Hinestroza | 1:1 |

| 2' · | Óscar Linton | 0:1 |

| · 83' | Amir Soto Jesús Araya |

| Expulsado | Bandera de ? |

| Principal  | Fernando Morón   |
| Asistentes | Gabriel Victoria |
|            | X                |
| Cuarto     | X                |

## Campeón
|                             |
|                             |
| Costa del Este FC 1° título |

## Tabla de Goleadores
| Jugador              | Club                           |   |
| -------------------- | ------------------------------ | - |
| Yairo Yau            | Sporting SM                    | 3 |
| Fernando Guerrero    | Alianza FC                     | 3 |
| José Gómez           | Tauro FC                       | 3 |
| Eliécer García       | Élite FC                       | 3 |
| Andrés Mosquera      | CD Universitario               | 2 |
| Luis Jaramillo       | CD Universitario               | 2 |
| Jorman Aguilar       | CAI La Chorrera                | 2 |
| Raúl Peñaranda       | Deportivo Árabe Unido          | 2 |
| Jairo Correa         | SD Panamá Oeste                | 2 |
| Michael Ruiz         | Alianza FC                     | 2 |
| Víctor Ávila         | San Francisco FC               | 2 |
| Javier Caidedo       | Arsenal FC                     | 2 |
| Gabriel Martínez     | Río Abajo FC                   | 2 |
| Aldair Brondrao      | La Feria FC                    | 2 |
| Derrick Downs        | Atlético Isla Colón            | 2 |
| Horacio Valencia     | Deportivo Darién FC            | 2 |
| Roberto Alvarado     | Montpellier FC                 | 2 |
| José García          | Rocinha FC                     | 1 |
| Renán Addles         | San Francisco FC               | 1 |
| Ervin Zorrilla       | San Francisco FC               | 1 |
| Abdel Aguilar        | San Francisco FC               | 1 |
| Ernie Mares          | CD Plaza Amador                | 1 |
| Marlon Ávila         | CD Plaza Amador                | 1 |
| Amet Ramírez         | CD Plaza Amador                | 1 |
| Ángel Orelien        | Sporting SM                    | 1 |
| Jairo Jiménez        | Sporting SM                    | 1 |
| Luis Quintero        | Sport Boys FC                  | 1 |
| Carlos Tello         | Sport Boys FC                  | 1 |
| Edwin Grueso         | Alianza FC                     | 1 |
| Ansony Frías         | Alianza FC                     | 1 |
| Jordan Girón         | Alianza FC                     | 1 |
| Néstor Murillo       | Colón C3                       | 1 |
| Joshua Perea         | Colón C3                       | 1 |
| Ricardo Jiménez      | Colón C3                       | 1 |
| Carlos Moreno        | Tauro FC                       | 1 |
| Diego Valanta        | Tauro FC                       | 1 |
| Israel Sanjur        | Tauro FC                       | 1 |
| Julio Sánchez        | Tauro FC                       | 1 |
| Jorge Vega           | Atlético Isla Colón            | 1 |
| Juan Cuadrón         | Atlético Chiriquí              | 1 |
| Rafael García        | Élite FC                       | 1 |
| Yosimar Betegón      | Élite FC                       | 1 |
| Miguel Clarke        | SD Atlético Veragüense         | 1 |
| Angelo Aguilar       | SD Atlético Veragüense         | 1 |
| Gusavo Oviedo        | SD Atlético Veragüense         | 1 |
| Romel Reyes          | Santiago Apóstol FC            | 1 |
| Josué Jaén           | SD Panamá Oeste                | 1 |
| Alejandro Vélez      | SD Panamá Oeste                | 1 |
| Elvis Rodríguez      | La Feria FC                    | 1 |
| Alexis Martínez      | La Feria FC                    | 1 |
| Josuel Moreno        | La Feria FC                    | 1 |
| Javier Nieves        | Arsenal FC                     | 1 |
| Luis Jaramillo       | CD Universitario               | 1 |
| Omar Hinestroza      | CD Universitario               | 1 |
| Jonathan Ceseña      | CD Universitario               | 1 |
| José Rivera          | Azuero FC                      | 1 |
| Daniel López         | Río Abajo FC                   | 1 |
| Edilberto Argüello   | Río Abajo FC                   | 1 |
| Abdiel Herrera       | Élite FC                       | 1 |
| Richard Castillero   | Élite FC                       | 1 |
| Manuel Quiroz        | Élite FC                       | 1 |
| José Herrera         | Élite FC                       | 1 |
| Jean Carlos Castillo | Deportivo Independiente Darién | 1 |
| Alexey Small         | Five Stars FC                  | 1 |
| Ángel Caicedo        | SD Atlético Nacional           | 1 |
| Ricardo Hamilton     | SD Atlético Nacional           | 1 |
| Moisés Ortega        | Bryan FC                       | 1 |
| Alexis Hernández     | Sporting SM                    | 1 |
| Félix Ardila         | CD Centenario                  | 1 |
| Gabriel Pino         | CD Centenario                  | 1 |
| Nilson Espinoza      | CAI La Chorrera                | 1 |
| Michael Dimas        | Leones de América              | 1 |
| Óscar Lasso          | Barriada FC                    | 1 |
| Eliazar Brown        | Colón C3                       | 1 |

## Tabla general
| Fase            | Equipo | Equipo                         | PJ | PG | PE | PP | GF | GC | Dif | Pts |
| --------------- | ------ | ------------------------------ | -- | -- | -- | -- | -- | -- | --- | --- |
| Campeón         | 1      | Costa del Este FC              | 5  | 2  | 3  | 0  | 5  | 2  | 3   | 9   |
| Subcampeón      | 2      | CD Universitario               | 5  | 3  | 2  | 0  | 12 | 1  | 11  | 11  |
| Tercer lugar    | 3      | CA Independiente La Chorrera   | 4  | 3  | 1  | 0  | 12 | 3  | 9   | 10  |
| Cuarto lugar    | 4      | Sporting San Miguelito         | 4  | 2  | 1  | 1  | 7  | 2  | 5   | 7   |
| 4tos de Final   | 5      | SD Atlético Nacional           | 4  | 3  | 1  | 0  | 6  | 2  | 4   | 10  |
| 4tos de Final   | 6      | SD Panamá Oeste                | 4  | 1  | 2  | 1  | 4  | 7  | -3  | 5   |
| 4tos de Final   | 7      | Deportivo Árabe Unido          | 3  | 1  | 1  | 1  | 4  | 4  | 0   | 4   |
| 4tos de Final   | 8      | Colón C-3                      | 3  | 0  | 2  | 1  | 2  | 4  | -2  | 2   |
| 8avos de Final  | 9      | Alianza FC                     | 3  | 2  | 1  | 0  | 8  | 2  | 6   | 7   |
| 8avos de Final  | 10     | La Feria FC                    | 3  | 2  | 1  | 0  | 7  | 2  | 5   | 7   |
| 8avos de Final  | 11     | San Francisco FC               | 3  | 2  | 0  | 1  | 5  | 3  | 2   | 6   |
| 8avos de Final  | 12     | Élite FC                       | 3  | 1  | 2  | 0  | 9  | 5  | 4   | 5   |
| 8avos de Final  | 13     | Arsenal FC                     | 3  | 1  | 1  | 1  | 4  | 4  | 0   | 4   |
| 8avos de Final  | 14     | Atlético Isla Colón            | 3  | 1  | 1  | 1  | 3  | 8  | -5  | 4   |
| 8avos de Final  | 15     | Río Abajo FC                   | 2  | 1  | 0  | 1  | 4  | 5  | -1  | 3   |
| 8avos de Final  | 16     | Da God FC                      | 2  | 0  | 1  | 1  | 0  | 5  | -5  | 1   |
| 16avos de Final | 17     | Tauro FC                       | 2  | 1  | 1  | 0  | 7  | 1  | 6   | 4   |
| 16avos de Final | 18     | CD Plaza Amador                | 2  | 1  | 1  | 0  | 6  | 2  | 4   | 4   |
| 16avos de Final | 19     | Leones de América              | 2  | 0  | 1  | 1  | 1  | 2  | -1  | 1   |
| 16avos de Final | 20     | Azuero FC                      | 1  | 0  | 1  | 0  | 1  | 1  | 0   | 1   |
| 16avos de Final | 21     | Barriada FC                    | 1  | 0  | 1  | 0  | 1  | 1  | 0   | 1   |
| 16avos de Final | 22     | Bryan FC                       | 1  | 0  | 1  | 0  | 1  | 1  | 0   | 1   |
| 16avos de Final | 23     | San Martín FC                  | 1  | 0  | 1  | 0  | 0  | 0  | 0   | 1   |
| 16avos de Final | 24     | Sporting París                 | 1  | 0  | 1  | 0  | 0  | 0  | 0   | 1   |
| 16avos de Final | 25     | CD Centenario                  | 1  | 0  | 0  | 1  | 2  | 3  | -1  | 0   |
| 16avos de Final | 26     | Deportivo Darién FC            | 1  | 0  | 0  | 1  | 1  | 2  | -1  | 0   |
| 16avos de Final | 27     | Five Stars FC                  | 1  | 0  | 0  | 1  | 1  | 2  | -1  | 0   |
| 16avos de Final | 28     | Deportivo Independiente Darién | 1  | 0  | 0  | 1  | 2  | 4  | -2  | 0   |
| 16avos de Final | 29     | Alianza FC (Doña Juana)        | 1  | 0  | 0  | 1  | 0  | 2  | -2  | 0   |
| 16avos de Final | 30     | Algarrobos FC                  | 1  | 0  | 0  | 1  | 0  | 3  | -3  | 0   |
| 16avos de Final | 31     | Malca FC                       | 1  | 0  | 0  | 1  | 0  | 3  | -3  | 0   |
| 16avos de Final | 32     | Santa Gema FC                  | 1  | 0  | 0  | 1  | 0  | 3  | -3  | 0   |
| Ronda Regular   | 33     | SD Atlético Veragüense         | 1  | 0  | 1  | 0  | 3  | 3  | 0   | 1   |
| Ronda Regular   | 34     | Blanco Indígena                | 1  | 0  | 1  | 0  | 0  | 0  | 0   | 1   |
| Ronda Regular   | 35     | Montpellier FC                 | 1  | 0  | 0  | 1  | 2  | 3  | -1  | 0   |
| Ronda Regular   | 36     | Atlético Chiriqui              | 1  | 0  | 0  | 1  | 1  | 2  | -1  | 0   |
| Ronda Regular   | 37     | Rocinha FC                     | 1  | 0  | 0  | 1  | 0  | 1  | -1  | 0   |
| Ronda Regular   | 38     | Promesa de Dios                | 1  | 0  | 0  | 1  | 0  | 1  | -1  | 0   |
| Ronda Regular   | 39     | Las Margaritas FC              | 1  | 0  | 0  | 1  | 0  | 2  | -2  | 0   |
| Ronda Regular   | 40     | Parque Norte FC                | 1  | 0  | 0  | 1  | 0  | 2  | -2  | 0   |
| Ronda Regular   | 41     | Santiago Apóstol               | 1  | 0  | 0  | 1  | 1  | 4  | -3  | 0   |
| Ronda Regular   | 42     | Paraíso FC                     | 1  | 0  | 0  | 1  | 0  | 3  | -3  | 0   |
| Ronda Regular   | 43     | Sport Boys FC                  | 1  | 0  | 0  | 1  | 2  | 6  | -4  | 0   |
| Ronda Regular   | 44     | Santo Domingo FC               | 1  | 0  | 0  | 1  | 0  | 6  | -6  | 0   |